# Esther Ernst

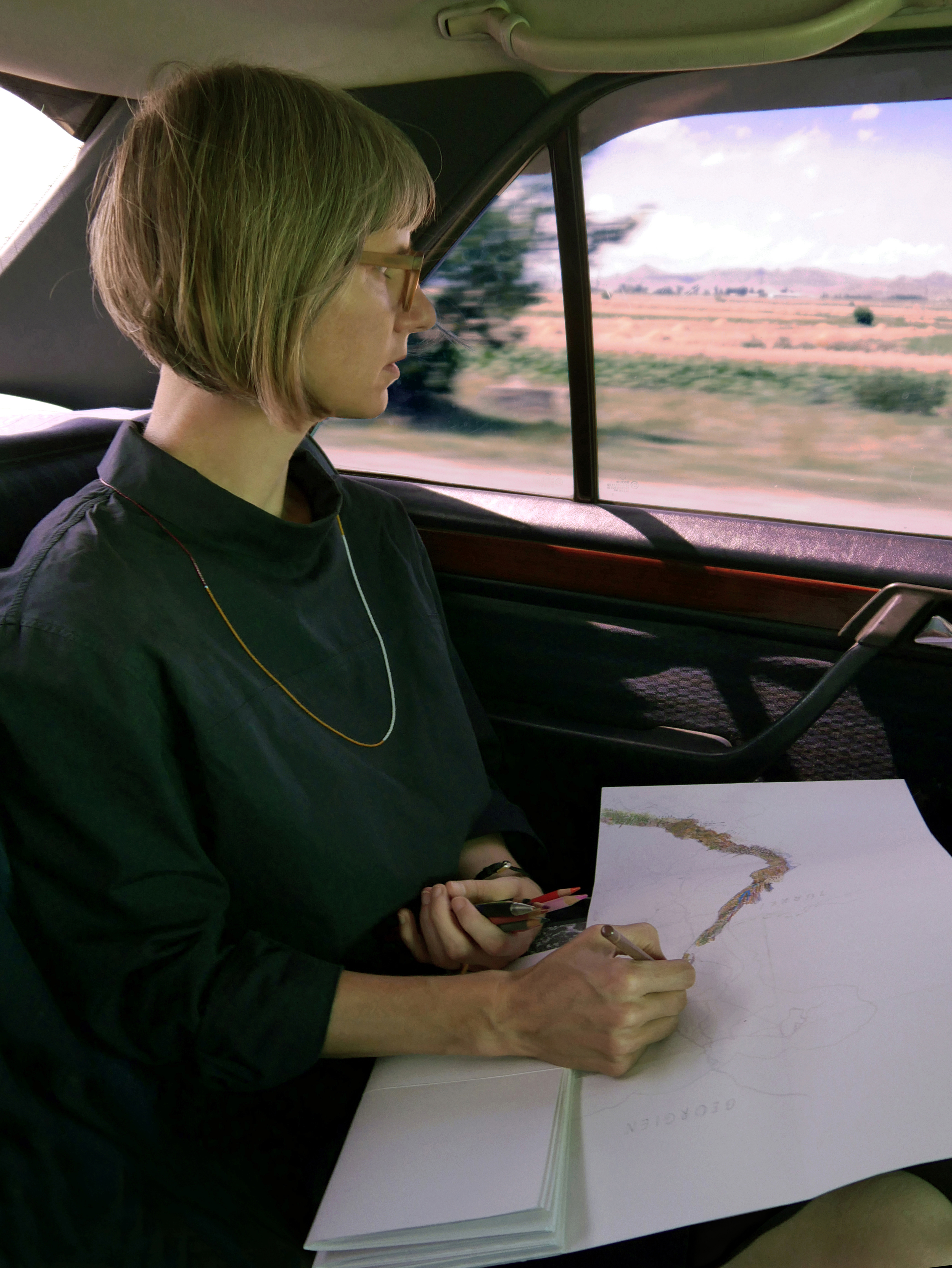
Esther Ernst bei einer «Reisezeichnung» in Armenien, 2024

Esther Ernst (* 1977 in Basel; heimatberechtigt ebenda) ist eine Schweizer Künstlerin, die sich hauptsächlich mit Zeichnungen, darunter kartografische Zeichnungen, thematische Zeichnungsserien, gezeichnete Tagebücher, Wandzeichnungen, Text sowie Kunst am Bau und alltäglichen Video-Skizzen beschäftigt.

## Leben
Esther Ernst wuchs als Tochter einer Musikerin und eines Musikers in Basel auf. Das Theater Basel war für sie prägend, da ihr Vater dort tätig war. Von 1997 bis 2006 studierte sie Kunst und Bühnenbild an den Schulen für Gestaltung Zürich und Basel, am Theater Basel, an der Hochschule für bildende Künste Hamburg. Ihren Abschluss machte sie als Meisterschülerin im Bereich Bühnenbild an der Universität der Künste Berlin.
Ab 2001 arbeitete und lebte Ernst in Berlin und Basel, seit 2007 in Berlin und Solothurn.

## Werk und Auszeichnungen
In ihrer künstlerischen Auseinandersetzung umkreist sie permanent vielfältige Ausprägungen des Alltäglichen. Ihre Werke entstehen in unterschiedlichen Werkformen, deren Folgen sich über längere Zeiträume erstrecken. Ernst begann mit Blei- und Buntstiften zu zeichnen, später arbeitete sie auch mit Pastell- und Ölkreide sowie Kohle oder fertigte Aquarelle an. Ihr wichtigster Bildträger ist Papier. Sie ist oft auf Reisen und entwickelte ab 2007 ihre «Reisezeichnungen», bei denen sie die sichtbare Umgebung, aber auch das Geschehen und ihre Gedanken festhält. Seit 2001 führt Ernst ein Tagebuch auf dem jeder Tag ein nummeriertes A5-Blatt erhält, drei Jahre später fügte sie die Karteikartensammlung «wo ich war» mit Fotos und Texten aller besuchten Kulturveranstaltungen hinzu.
2009 nahm sie am Goldrausch Künstlerinnenprojekt in Berlin teil. In einer Doppelausstellung stellte sie 2014 mit Luzia Hürzeler im Kunsthaus Grenchen aus, ihre erste grosse Einzelausstellung folgte zwei Jahre später im Kunsthaus Baselland.
Stipendienaufenthalte führten Ernst nach Argentinien und mit iaab nach Südafrika. Als Artist-in-Residence 2018 der Pro Helvetia arbeitete sie in Kairo. Zwei Jahre später erhielt sie ein Stipendium der Deutschen Akademie Rom Casa Baldi in Olevano Romano. Der Kanton Solothurn zeichnete Ernst 2020 mit dem Fachpreis für Zeichnung und Malerei aus.
Zuletzt war sie 2024 Stipendiatin des Atelier Mondial, das ihr einen Aufenthalt in Jerewan, Armenien, ermöglichte.

## Werke in öffentlichen Sammlungen
- 2024: Historisches Museums Frankfurt, D
- 2023: Sammlung Kunstverein Solothurn, CH
- 2021: dotmov.bl – Sammlung Neue Medien Baselland, CH
- 2020: Sammlung Kunstmuseum Solothurn, CH
- 2019: Sammlung Kanton Solothurn, CH
- 2018: Stadtmuseum Berlin, Märkisches Museum, D, Kunstsammlung Migros Aare, CH
- 2017: dotmov.bl – Sammlung Neue Medien Baselland, CH
- 2016: Kunstsammlung F. Hoffmann-La Roche, Basel, CH
- 2015: Sammlung Kunstmuseum Olten, CH, Kunstsammlung Schweizerische Post, CH
- 2014: Kunstsammlung Credit Suisse, CH, Sammlung Kanton Solothurn, CH
- 2012: Sammlung Kunstkredit Kanton Basel-Landschaft, CH
- 2010: Sammlung Kunstkredit Kanton Basel-Stadt, CH

## Belege
1. ↑  Esther Ernst: Monographisches Künstlerheft zur Ausstellung "Splendid Isolation - Goldrausch 2009" vom 17. Oktober bis 29. Dezember 2009. Hrsg.: Goldrausch Künsterlinnenprojekt art IT, Frauennetzwerk Berlin e.V. Berlin 2009, ISBN 978-3-941318-09-0, S. 32.